# Corydalis curvicalcarata
Corydalis curvicalcarata là một loài thực vật có hoa trong họ Anh túc. Loài này được Miyabe & T.C.Ku mô tả khoa học đầu tiên năm 1917.